# Ivka Dabetić
Ivka Dabetić (Varaždin, 21. studenog 1936. – Zagreb, 2. siječnja 2023.) bila je hrvatska televizijska, kazališna i filmska glumica.

## Životopis
Ivka Dabetić rođena je 21. studenog 1936. u Varaždinu. Diplomirala je 1959. godine na Akademiji za kazališnu umjetnost u klasi Božene Kraljeve ulogom Kasandre u Eshilovu "Agamemnonu". Istaknula se glumeći likove heroina, kao uloga Hasanaginice, za koju je dobila godišnju Nagradu Vladimira Nazora 1977. godine.
Unuka je pokojnog hrvatskog glumca Augusta Cilića, te sestra pokojne glumice Saše Dabetić.

## Filmografija

### Televizijske uloge
- "Nepokoreni grad" (1982.)

### Filmske uloge
- "24 sata" kao Trulijeva baka (2002.)
- "U pozadini" (1984.)
- "Maskerata" (1968.)
- "Oluja na ulici" (1965.)
- "Prosidba" (1965.)
- "Sumrak" (1963.)
- "Ujkin san" (1959.)
- "Svoga tela gospodar" kao Janica (1957.)

## Vanjske poveznice
- Ivka Dabetić u internetskoj bazi filmova IMDb-u (engl.)